# Mária köz (Kecskemét)
A Mária köz egy 1,6 km hosszúságú földút volt egykor Kecskeméten, a mai Széchenyiváros (anno Máriahegy) területén. A „Budai kapu” kereszteződést (ezzel a város északi felét) kötötte össze a Nyíri úttal. Sorsát maga a Széchenyiváros építése pecsételte meg.

## Elhelyezkedése
A Budai kaput kötötte össze a Nyíri úttal, mondhatni légvonalban. A református temetőt délről határolta. A Nyíri útba a mai Március 15. utcával való kereszteződés egykori helyén (a Vízműdomb előtt) kapcsolódott be, ezzel keresztülszelve a mai Széchenyiváros szinte teljes területét. Akkoriban ez a vidék tanyasias-hobbikertes volt, szőlős-gyümölcsösökkel tarkítva.

## Története
Egy 1782-es térkép még ugyan név nélkül, de ábrázolja. Valószínűsíthető, hogy már jóval régebb óta létezhetett, elnevezésével együtt. A Második Katonai Felmérés térképszelvényén országúti jellegű útszakaszként látható, de elszórtan, a várostól inkább távolabb mintegy tucatnyi ház is látszik a nyomvonal mentén. A Harmadik Katonai Felmérés térképszelvényén az eredeti út szintén teljes hosszában fel van tüntetve, az út mentén néhány, a korábbihoz képest több ház látszik, a külső területen még mindig kifejezetten ritkásan. Az 1880-as kataszteri térképen már megnevezve tűnik fel. Az 1941-es katonai felmérésen a a temető melletti szakasz már a belterület részeként van feltüntetve. Több légifelvétel is készült róla (mint az egész országról) 1966-ban és 75-ben. Az 1968-ban kezdődő panelépítési program fokozatosan szorította ki a tanyasias Máriahegy vidékét, ezzel együtt a Mária köz is egyre rövidült a Vízműdomb irányába (ami ekkor még nem létezett). Az 1980-as évek közepére már 1 km² lakótelepet húztak fel a területre, ezzel a Máriahegy határa a Hollandfalu megépülésével a Károly Róbert körúton kívülre szorult. (Legújabb források szerint a 2010-es évek végére még kintebb, a Széles köznél kezdődik hivatalosan a Máriahegy. lásd: Kálti Márk utca). A Mária köz 1980 körül tűnt el teljesen, a leendő Vízműdomb előtti sarki tízemeletes lakóház építését megelőző földmunkákkal.

## Máig megmaradt nyomai
A Mária köz Budai kapu felőli végén 180 méter hosszan közös nyomvonalon halad a mai Teleki László utcával. Ezen felül a református temetőben az egyik épület – amely valószínűleg a legöregebb, ma is álló épület a Széchenyiváros területén (1880-as térképen már jelölik) – pontosan az út mentén helyezkedett el. Feltűnő, hogy ez a hosszúkás házikó nem függő/merőlegesen áll a mai épületekre, hanem keresztbe, ahogy a Mária köz haladt.
Ma a következőket találjuk a nyomvonalán a Budai kapu felől haladva:
- Teleki László utca (utolsó megmaradt szakasz)
- Irínyi u. – Balaton u. kereszteződés
- Aradi vértanúk tere
- Planetárium
- Lánchíd játszótér

## További hivatkozások
- A Mária köz 1880-ban, valamint a városrész legrégebbi épülete Archiválva 2020. december 4-i dátummal a Wayback Machine-ben
- A Mária köz 1966-ban[halott link]
- A csonka Mária köz 1975-ben[halott link]
- A Mária köz nyomai 2015-ben, a Teleki László utcában Archiválva 2020. december 5-i dátummal a Wayback Machine-ben